# Livelihood
Livelihood bildades i Sollentuna 2001 av Isabel Sandblom (sång), Johanna Kalén (bas), Björn Bonnevier (gitarr), Hans Gauffin (klaviatur) och Martin Bonnevier (trummor).Musiken kan beskrivas som roots-reggae med texter på både svenska och engelska.

## Historia
I april 2002 spelades Livelihoods första demo in som innehöll tre låtar. Trummisen Martin Bonnevier hoppade av bandet hösten 2002 och ersattes med John Brolin. Strax därefter tillkom ytterligare två medlemmar – percussionspelarna Oskar Stjärne och Magnus Angehed. Med denna banduppsättning spelades ytterligare två demos in 2003 och 2004. Under denna period bestod Livelihood (förutom grunduppsättningen) av en lös uppsättning musiker som tillfälligt "gästade" på demoinspelningar och liveframträdanden. Bandet hade bland annat fyra olika körtjejer som turades om att uppträda på spelningar. Livelihood bestod därför oftast av mellan 8 och 11 personer på scen samtidigt. Sommaren 2004 tillkom gitarristen Steve Nilsson och bandet uppträdde på Öland Roots och Uppsala Reggae Festival. Under 2005 stabiliserades banduppsättningen med tre nya medlemmar: Jonas Liljedahl (melodika), Daniel Plastrougi (trombon, kör) och Caroline Odén (kör). Med denna sättning började de spela in sitt debutalbum Escapizm, som släpptes i november 2006 på det Göteborgsbaserade skivbolaget SwingKids. 2006 var ett framgångsrikt år och bandet gjorde många spelningar runtom i landet som ofta uppmärksammades i pressen. Under sommaren 2006 gjordes även spelningar i Tyskland, Danmark och Finland. Steve Nilsson lämnade bandet på hösten 2006 och strax därefter började bandet skriva nytt material till sitt kommande album "Escapizm". Låtarna utgjordes av delar av det material som Livelihood producerat under åren 2002 - 2006. I  februari byggde bandet upp en tillfällig replokal i en sommarstuga utanför Järna där de skrev nytt material till den kommande skivan. Hösten 2007 släpptes Livelihoods andra album "Sagans sånger". Till skillnad från debuten "Escapizm", där låtarna sjöngs på svenska, engelska och sanskrit, finns det på  "Sagans sånger" enbart låtar med svenska texter. Skivan resulterade i en nominering till bästa artist inom kategorin rytm i Manifestgalan 2008. 2008 meddelade Livelihood via sin hemsida att de gjort ett uppehåll. 2010 gjorde bandet en oväntad comeback i och med att de släppte singeln "vi hör samman". 

## Kuriosa
Livelihood förekommer i boken Jamaica- Sverige tur och retur: berättelsen om svensk reggae av Kristian Lönner. 

## Diskografi
Album
- 2006 – Escapizm
- 2007 – Sagans sånger

EP
- 2004 – Demo 2004